# Шрузбери
Шрузбери (енгл. Shrewsbury) је град у Уједињеном Краљевству у Енглеској. Према процени из 2007. у граду је живело 70.560 становника.

## Становништво
Према процени, у граду је 2008. живело 70.560 становника.
| 1981.  | 1991.  | 2001.  |
| ------ | ------ | ------ |
| 57,731 | 64,219 | 67,126 |